# Hlomazdî, Kozeleț
Hlomazdî (în ucraineană Гломазди) este un sat în comuna Berlozî din raionul Kozeleț, regiunea Cernihiv, Ucraina.

## Demografie
Componența lingvistică a localității Hlomazdî
     Ucraineană (98,84%)
     Rusă (1,16%)
Conform recensământului din 2001, majoritatea populației localității Hlomazdî era vorbitoare de ucraineană (98,84%), existând în minoritate și vorbitori de rusă (1,16%).